# Esquí alpí als Jocs Olímpics d'hivern de 1936
Als Jocs Olímpics d'Hivern de 1936 celebrats a la ciutat de Garmisch-Partenkirchen (Alemanya) es disputaren dues proves d'esquí alpí, sent la primera vegada que aquesta modalitat d'esquí formava part del programa dels Jocs Olímpics d'Hivern.
Es feren dues proves, una en categoria masculina i una altra en categoria femenina, de combinada alpina, una modalitat que combina els resultats en descens i eslàlom. Les dues proves de descens es realitzaren el dia 7 de febrer i l'eslàlom femení el dia 8 i el masculí el dia 9 de febrer a les instal·lacions de Garmisch-Partenkirchen.

## Comitès participants
Hi participaren un total de 103 esquiadors (66 homes i 37 dones) de 26 comitès nacionals diferents:
| - Alemanya (8) (homes:4 dones:4) - Àustria (4) (homes:0 dones:4) - Bèlgica (4) (homes:4 dones:0) - Bulgària (3) <(homes:3 dones:0) - Canadà (7) (homes:3 dones:4) - Espanya (2) (homes:0 dones:2) - Estats Units (8) (homes:4 dones:4) - Estònia (1) (homesen:0 dones:1) - França (3) (homes:3 dones:0) - Grècia (1) (homes:1 dones:0) - Hongria (4) (homes:4 dones:0) - Itàlia (8) (homes:4 dones:4) - Iugoslàvia (4) (homes:4 dones:0) |  | - Japó (3) (homes:3 dones:0) - Letònia (3) (homes:2 dones:1) - Liechtenstein (2) (homes:2 dones:0) - Luxemburg (1) (homes:1 dones:0) - Noruega (7) (homes:4 dones:3) - Països Baixos (1) (homes:0 dones:1) - Polònia (3) (homes:3 dones:0) - Regne Unit (8) (homes:4 dones:4) - Romania (4) (homes:4 dones:0) - Suècia (1) (homes:1 dones:0) - Suïssa (2) (homes:0 dones:2) - Turquia (4) (homes:4 dones:0) - Txecoslovàquia (7) (homes:4 dones:3) |

## Resum de medalles

### Categoria masculina
| Prova             | Or          | Argent            | Bronze       |
| Combinada Detalls | Franz Pfnür | Gustav Lantschner | Émile Allais |

### Categoria femenina
| Prova             | Or            | Argent          | Bronze             |
| Combinada Detalls | Christl Cranz | Käthe Grasegger | Laila Schou Nilsen |

## Medaller
| Posició | País     | Or | Argent | Bronze | Total |
| 1       | Alemanya | 2  | 2      | 0      | 4     |
| 2       | França   | 0  | 0      | 1      | 1     |
| 2       | Noruega  | 0  | 0      | 1      | 1     |
|         |          |    |        |        |       |
| Total   | Total    | 2  | 2      | 2      | 6     |